# 스퀴즈 보틀

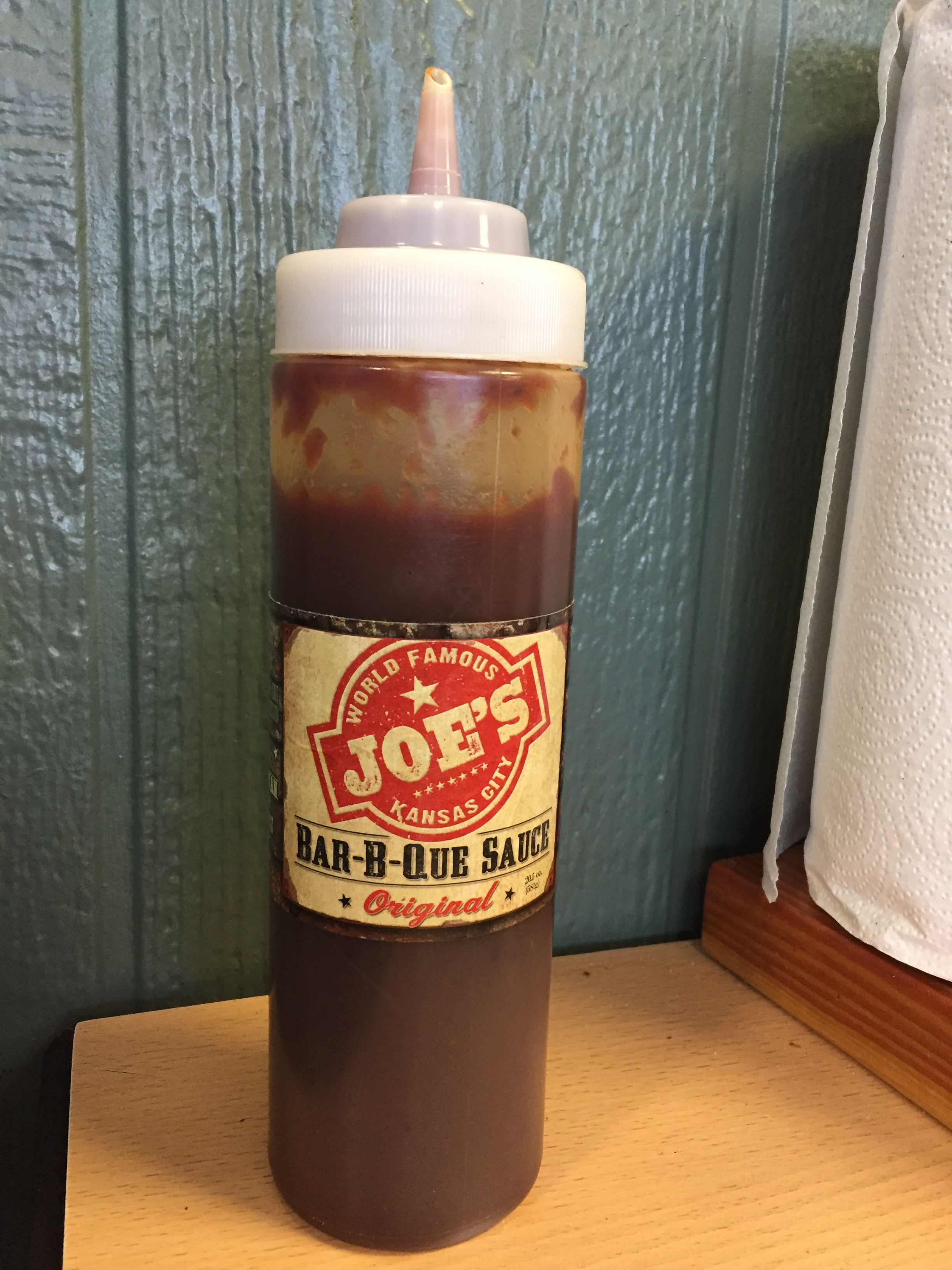
스퀴즈 보틀에 담긴 바베큐 소스

스퀴즈 보틀(squeeze bottle)은 액체를 분배하기 위한 플라스틱 병과 같은 용기 유형으로, 사용자의 손으로 압력을 가하여 용기를 짜내는 방식으로 작동된다. 근본적인 특징은 탄력 있고 비어있는 몸체에 가해지는 수동 압력을 이용하여 내부의 유체를 압축하고 그에 따라 일부 형태의 노즐을 통해 유체를 배출한다는 것이다.
일반적으로 소스 (음식) 및 접착제를 포함한 많은 점성 유체를 담는 세척병 및 상업용 재밀봉 가능한 용기와 마찬가지로 압착되는 부분은 용기의 본체이다. 분무기는 압착 병의 기본 패턴에 적합하지만 압착된 구성 요소가 공기를 압축하고 추진하며, 공기가 단단한 용기 내부의 휘발성 액체와 상호 작용한 다음 액체 미스트를 동반하고 분배한다는 점에서 일반적인 예와 다르다.
관련 미국 특허 분류는 다음과 같다: B65D1/32 내용물을 배출하기 위해 외부 압력에 의해 일시적으로 변형되도록 개조된 용기(B65D1/32 Containers adapted to be temporarily deformed by external pressure to expel contents)

## 같이 보기
- 세척병